# لايلي شيلتون
لايلي شيلتون (بالإنجليزية: Lyle Shelton)‏ هو مسير أعمال أسترالي، ولد في 1970 في South Burnett ‏ في أستراليا.